# Campanha do Sudoeste da África
A Campanha do Sudoeste da África foi a conquista e ocupação do sudoeste da África Austral por forças da União Sul-Africana, agindo em nome do Império Britânico, e da Angola Portuguesa, em nome do Império Português, no início da Primeira Guerra Mundial.
Foi um dos poucos teatros da Primeira Guerra Mundial que teve três polos beligerantes, ou seja, um polo Aliado, um polo das Potências Centrais e um polo dos Reinos Confederados Ovambos.

## Antecedentes
A eclosão das hostilidades na Europa, em agosto de 1914, havia sido antecipada e o governo da União Sul-Africana estava ciente da importância de sua fronteira comum com o Sudoeste Africano Alemão. O primeiro-ministro Louis Botha informou a Londres que a África do Sul poderia se defender e que a guarnição imperial poderia partir para a França; quando o governo britânico perguntou a Botha se suas forças invadiriam o sudoeste da África, a resposta seria que eles poderiam e o fariam.
Tropas sul-africanas foram mobilizadas ao longo da fronteira entre os dois países sob o comando do general Henry Lukin e do tenente-coronel Manie Maritz no início de setembro de 1914. Pouco depois, outra força ocupou o porto de Lüderitz.
Na Angola Portuguesa a situação se verificava tensa na porção sul do território desde a Segunda Guerra Luso-Ovimbundo, do Combate de Mufilo e da Batalha do vau do Pembe. Esta última, ocorrida em 25 de Setembro de 1904, se deu quando os portugueses tentaram atravessar o rio Cunene, sendo emboscadas pelas tropas da coalizão dos reinos ovambos (Cuamato e Cuanhama), donde foram totalmente esmagados. Os comandantes mais destacados dessa batalha foram Kalola ka Shihetekela e Mwatilefu ya Hautoni, distintos comandantes cuanhamas sob as ordens do rei Nande ya Heidimbi. Muitas armas recuperadas nesse combate foram encontradas a arderem no palácio do rei Mandume ya Ndemufayo, em setembro de 1915.

## Combates

### Combate entre forças alemãs e sul-africanas

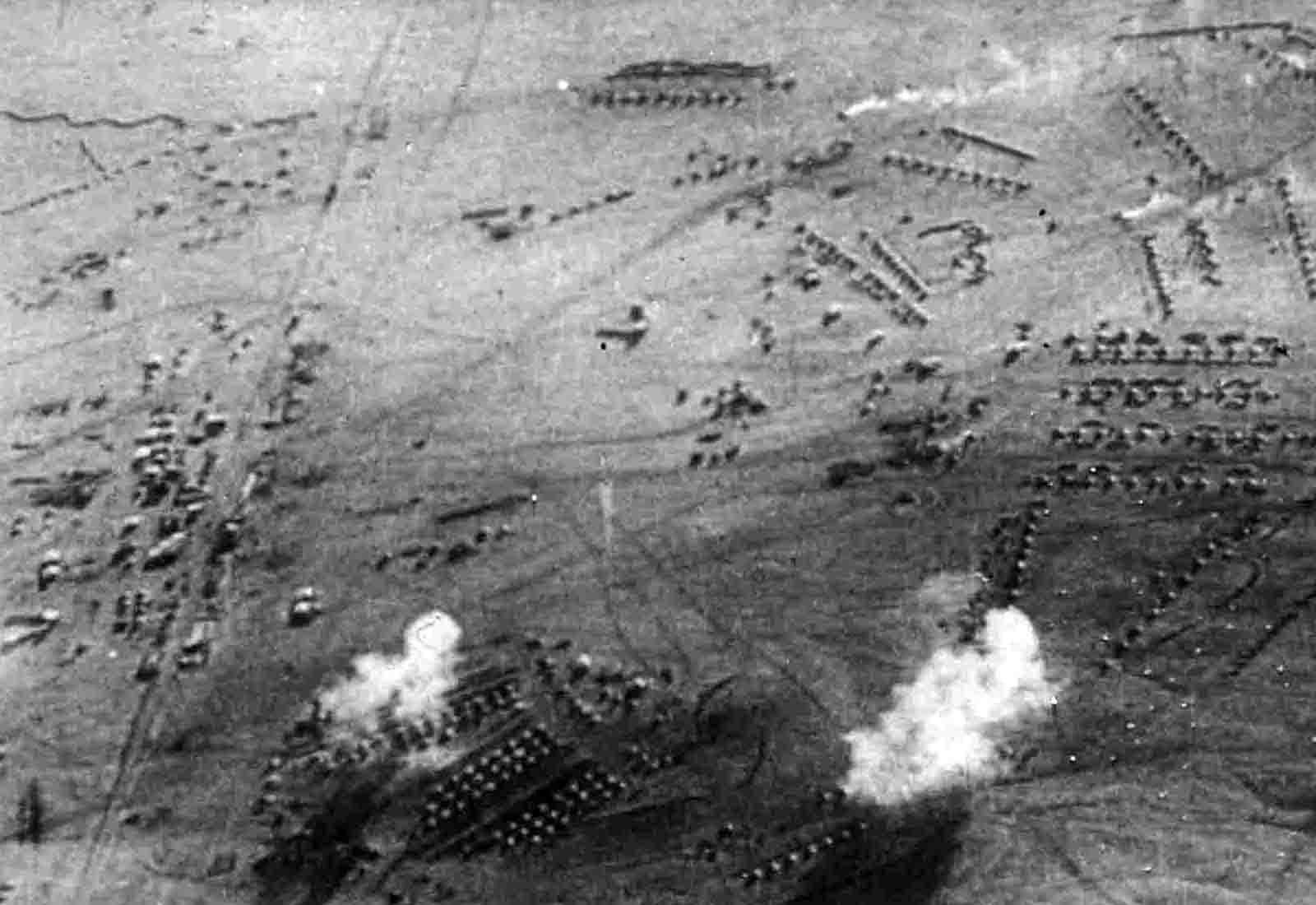
Dezembro de 1914: raide alemã num acampamento britânico-sul africano na Estação Ferroviária de Tschaukaib, na Namíbia.

Uma primeira tentativa de invadir o sul da Sudoeste Africano Alemão falhou na Batalha de Sandfontein, perto da fronteira com a Colônia do Cabo, onde em 26 de setembro de 1914 os fusileiros alemães infligiram uma séria derrota às tropas britânicas, embora os sobreviventes fossem deixados livre para retornar ao território britânico.
Para interromper os planos da África do Sul de invadir o sudoeste da África, os alemães lançaram uma invasão preventiva por conta própria. A Batalha de Kakamas, entre as forças sul-africanas e alemãs, ocorreu nos vaus de Kakamas, em 4 de fevereiro de 1915. Foi uma escaramuça pelo controle do rio Orange entre contingentes da força de invasão alemã e armadas sul-africanas. Os sul-africanos conseguiram impedir que os alemães controlassem os vaus e cruzassem o rio.
Em fevereiro de 1915, com a frente doméstica segura, os sul-africanos estavam prontos para iniciar a ocupação completa do território alemão. Botha assumiu o comando da invasão, dividindo suas forças em duas frentes, com Smuts comandando as forças do sul enquanto ele assumia o comando direto das forças do norte.
Botha chegou à cidade colonial costeira alemã de Swakopmund, em 11 de fevereiro, para comandar diretamente o contingente setentrional, e continuou a construir sua força de invasão de Walvis Bay. Em março ele estava pronto para invadir. Avançando de Swakopmund ao longo do vale de Swakop com sua linha férrea, suas forças tomaram Otjimbingwe, Karibib, Friedrichsfelde, Wilhelmsthal e Okahandja e entraram na capital Vinduque em 5 de maio de 1915.

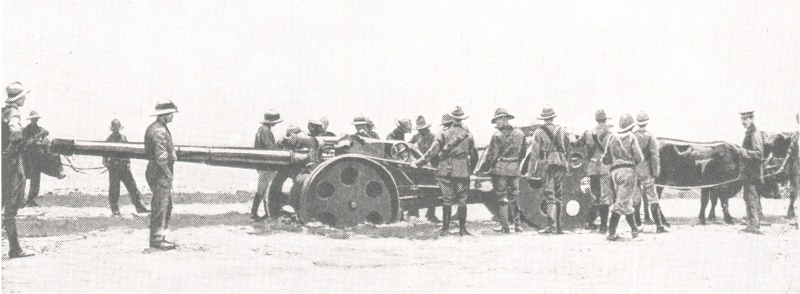
Tropas britânicas-sul africanas no Deserto do Calaári.

Os alemães então ofereceram termos sob os quais se renderiam, mas foram rejeitados por Botha e a guerra continuou. Em 12 de maio, Botha declarou lei marcial e, separando a colônia ao meio, dividiu suas forças em quatro contingentes sob o comando de Coen Brits, Lukin, Manie Botha e Myburgh. Os britânicos foram para o norte até Otjiwarongo, Outjo e Salar de Etosha, que dividiram as forças alemãs no interior das regiões costeiras de Kunene e Kaokoveld. As outras três colunas se espalharam pelo nordeste. Lukin seguiu a linha férrea que ia de Swakopmund a Tsumeb. As outras duas colunas avançaram no flanco direito de Lukin, Myburgh para a junção de Otavi e Manie Botha para Tsumeb e o término da linha. Os homens que comandavam essas colunas, tendo ganho sua experiência militar lutando em comandos bôeres, avançaram muito rapidamente. As forças alemãs no noroeste resistiram a Otavi em 1º de julho, mas foram capturadas em Khorab em 9 de julho de 1915.
Enquanto os eventos se desdobravam no norte, Smuts desembarcou com outra força sul-africana na base naval da colônia do Sudoeste da África em Luderitzbucht. Tendo garantido a cidade, Smuts avançou para o interior, capturando Keetmanshoop em 20 de maio. Ali ele se encontrou com outras duas colunas que avançaram sobre a fronteira da África do Sul, uma da cidade costeira de Port Nolloth e a outra de Kimberley. Smuts avançou para o norte ao longo da linha férrea até Berseba e depois de dois dias lutando contra Gibeon em 26 de maio. Os alemães no sul foram forçados a recuar para o norte em direção a sua capital, esperando pelas forças de Botha. Dentro de duas semanas as forças alemãs no sul se renderam.
Quando os alemães forneceram listas dos nomes de aproximadamente 2.200 soldados sob seu comando, Botha disse à delegação alemã que ele havia sido enganado, pois sabia que os alemães tinham 15.000 homens. Victor Franke, o comandante alemão, respondeu: "Se tivéssemos 15 mil homens, você não estaria aqui e não estaríamos nessa posição".

### Revolta Boer
Havia considerável simpatia entre a população boer da África do Sul pela causa alemã. Apenas doze anos haviam se passado desde o fim da Segunda Guerra dos Bôeres, na qual a Alemanha havia oferecido apoio moral às duas repúblicas bôeres contra o Império Britânico. O tenente-coronel Manie Maritz desertou do exército sul-africano e, com vários outros oficiais de alta patente, rapidamente reuniu forças de cerca de 12.000 rebeldes no Estado Livre de Orange e a República do Transvaal, prontos para lutar pela causa no que ficou conhecido como a Revolta Boer (também conhecida como a Rebelião de Maritz).
O governo declarou a lei marcial em 14 de outubro de 1914 e as forças leais ao governo sob o comando dos generais Louis Botha e Jan Smuts procederam para destruir a rebelião. Maritz foi derrotado em 24 de outubro e se refugiou com os alemães; a rebelião foi reprimida no início de fevereiro de 1915.

### Combates no sul de Angola e norte da Namíbia

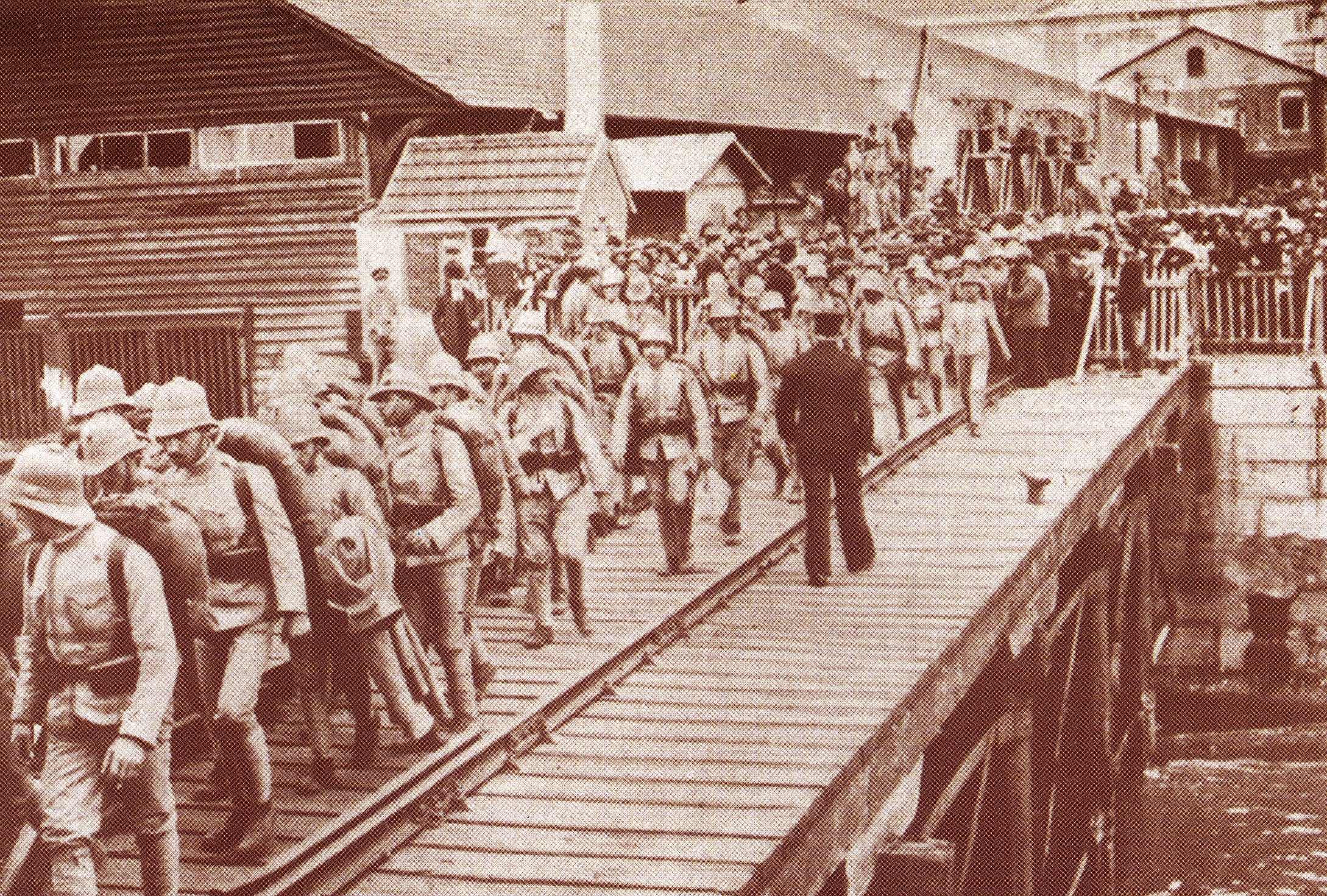
Embraque de tropas lusitanas para o sul de Angola.

A Campanha de Cubango-Cunene foi uma extensão da Campanha do Sudoeste Africano, numa tentativa dos alemães de encontrar fôlego diante da batalha contra os sul-africanos e contra o bloqueio naval. Ocorreu entre outubro de 1914 e fevereiro de 1917; a Alemanha não declarou guerra a Portugal até 9 de março de 1916.
As ameaças de uma incursão alemã fizeram Portugal destacar uma expedição militar liderada pelo tenente-coronel José Augusto Alves Roçadas, que chegou a Moçâmedes em 1 de outubro de 1914. Já em 19 de outubro de 1914 ocorre o incidente de Naulila, com vitória portuguesa, e, em 31 de outubro acontece o ataque ficou conhecido como o "Massacre do Cuangar", com vitória alemã.
Em 18 de dezembro ocorre a tomada alemã de Naulila, com os portugueses forçados a retirar-se para a região de Humbe. Problemas com munições e a revolta popular tornaram insustentáveis a permanência na base do Forte Roçadas fazendo os lusitanos deixarem o Humbe, retirando-se para Lubango, na província de Huíla. Em julho de 1915, as forças portuguesas reocuparam a região do Humbe, conseguindo a rendição alemã no sul de Angola.
Paralelamente os povos ovambos haviam formado uma coalizão de combate contra todas as tropas europeias que estavam no norte da Namíbia e sul de Angola. A coalizão contava principalmente com os reinos Cuanhama e Cuamato, apoiados pelo Reino Evale, pelo Reino Cuambi e tropas do Humbe. Comandando as tropas somadas em cerca de 50 mil homens estava o rei cuanhama Mandume ya Ndemufayo.
A coalizão ovambo aproveitou a fraqueza alemã e as expulsou das áreas ainda presentem em Angola, focando-se em combater os portugueses. Entre 15 de agosto e 4 de setembro de 1915 os 50 mil homens de Mandume ya Ndemufayo combateram cerca de 3 mil soldados sob comando do general Pereira de Eça, sendo derrotados pelas tropas lusitanas, no episódio que ficou conhecido como a batalha de Mongua.
Após isso, os britânicos-sul africanos aconselham Mandume ya Ndemufayo a levar seu exército para Oihole, ao sul, enquanto negociariam com os portugueses sua retirada em direção ao norte. Mandume ya Ndemufayo põe fogo em seu palácio em Ondjiva e parte em direção ao sul, frustrando a emboscada portuguesa com o consentimento dos britânicos-sul africanos.
Os reis Mandume ya Ndemufayo e Shihetekela estabelecem nova ombala (aldeia-capital) em Ombadja, fazendo pequenas ofensivas em dois frontes, contra britânicos-sul africanos (sul) e portugueses (norte).
Em 30 de outubro de 1916, Portugal envia uma grande força ofensiva de 7 mil homens, comandada por Raul Andrade, para derrotar os povos ovambos. Os portugueses acabam sendo derrotados.
Em dezembro de 1916, recebe do comandante britânico-sul africano um ultimato cobrando a rendição e a aceitação dos termos em que se dividiria as terras dos ovambos entre Portugal e Grã-Bretanha, submetendo-se a ambas autoridades.
Em uma ataque conjunto luso-britânico à base dos Reinos Confederados Ovambos em Oihole, em fevereiro de 1917, o rei Shihetekela é capturado. Mandume ya Ndemufayo foge ferido com seus comandantes para o sul, na Namíbia. Uma guarnição britânica cerca suas tropas e matam-no, em 6 de fevereiro de 1917.

## Resultados
As vítimas britânicas-sul africanas contabilizaram 113 mortos em campo de batalha, enquanto que outros 153 posteriormente morreram de ferimentos ou doenças e 263 ficaram feridos. As baixas alemãs foram 103 mortos em batalha e 890 prisioneiros. Os alemães ainda perderam 37 canhões de campo e tiveram 22 metralhadoras capturadas. Depois de derrotar as forças alemãs no sudoeste da África, a África do Sul ocupou a colônia e depois a administrou como território de mandato da Liga das Nações a partir de 1919.
Embora o governo sul-africano desejasse incorporar o Sudoeste Africano em seu território, nunca o fez oficialmente, tendo sido administrado como a "quinta província" de facto, com apenas a minoria branca tendo representação no Parlamento da África do Sul; a colônia ainda podia eleger sua própria administração local a Assembleia Legislativas. O governo sul-africano também nomeou o administrador do Sudoeste Africano, que tinha amplos poderes.
Após a substituição da Liga das Nações pelas Nações Unidas em 1946, a África do Sul recusou-se a entregar seu mandato anterior e a Assembléia Geral da ONU o revogou. Em 1971, a Corte Internacional de Justiça emitiu uma "opinião consultiva" declarando que a administração continuada da África do Sul era ilegal.